# 1423 Jose
1423 Jose este un asteroid din centura principală, descoperit pe 28 august 1936, de Joseph Hunaerts.